# مبدأ التطابق
مبدأ التطابق في الفيزياء عبارة على أن سلوك الأنظمة الموصوفة في نظرية الميكانيكا الكمية تطابق الفيزياء الأصلية في حدود الأعداد الكمية الكبيرة. وبعبارة أخرى، في المدارات والطاقات الكبيرة، لا بد أن تطابق الحسابات الكمية الحسابات الفيزيائية الأصلية.